# Chi Trâu
Chi Trâu (Bubalus) là một chi trong họ Trâu bò (Bovidae). Các loài thuộc về chi này có:
- Phân chi Bubalus:
  - Bubalus bubalis (Linnaeus, 1758), (đồng nghĩa: Bubalus arnee): Trâu, trâu rừng, trâu nước.
  - Bubalus mephistopheles (Hopwood, 1925): Trâu nước sừng ngắn. Loài này được ITIS chấp nhận, nhưng không thấy trong danh sách của CITES.
  - Bubalus mindorensis (Heude, 1888) (đồng nghĩa: Anoa mindorensis): Trâu lùn Mindoro, Philipin.
- Phân chi Anoa:
  - Bubalus depressicornis (C. H. Smith, 1827): Trâu lùn đồng bằng (anoa)
  - Bubalus quarlesi (Ouwens, 1910): Trâu lùn miền núi (anoa)

Sự phân loại của B. arnee/B. bubalis vẫn chưa rõ ràng. Một số nhà động vật học chia B. arnee thành hai loài khác nhau, trong khi một số nhà khoa học khác coi nó có hai phân loài là trâu sông (B. arnee bubalis) và trâu đầm (B. arnee carabanesis). Ngoài ra, ITIS chỉ chấp nhận tên gọi B. bubalis, trong khi CITES trong phụ lục I, II, III có hiệu lực từ ngày 23 tháng 6 năm 2005 gọi trâu rừng là B. arnee còn trâu nhà (trâu rừng đã thuần hóa) là B. bubalis. 